# Hello (programa)
Hello de Picasa (parte de Google) fue un programa de computadora gratuito que permitía a los usuarios enviar imágenes a través de Internet y que a su vez lo publicaran en su blog. Era similar a un cliente de mensajería instantánea ya que uno podía enviar texto, pero estaba orientado a la fotografía digital. Según el sitio web oficial, el proyecto Hello fue cerrado el 11 de junio de 2008.[cita requerida]
- Datos: Q79579